# 国立駅

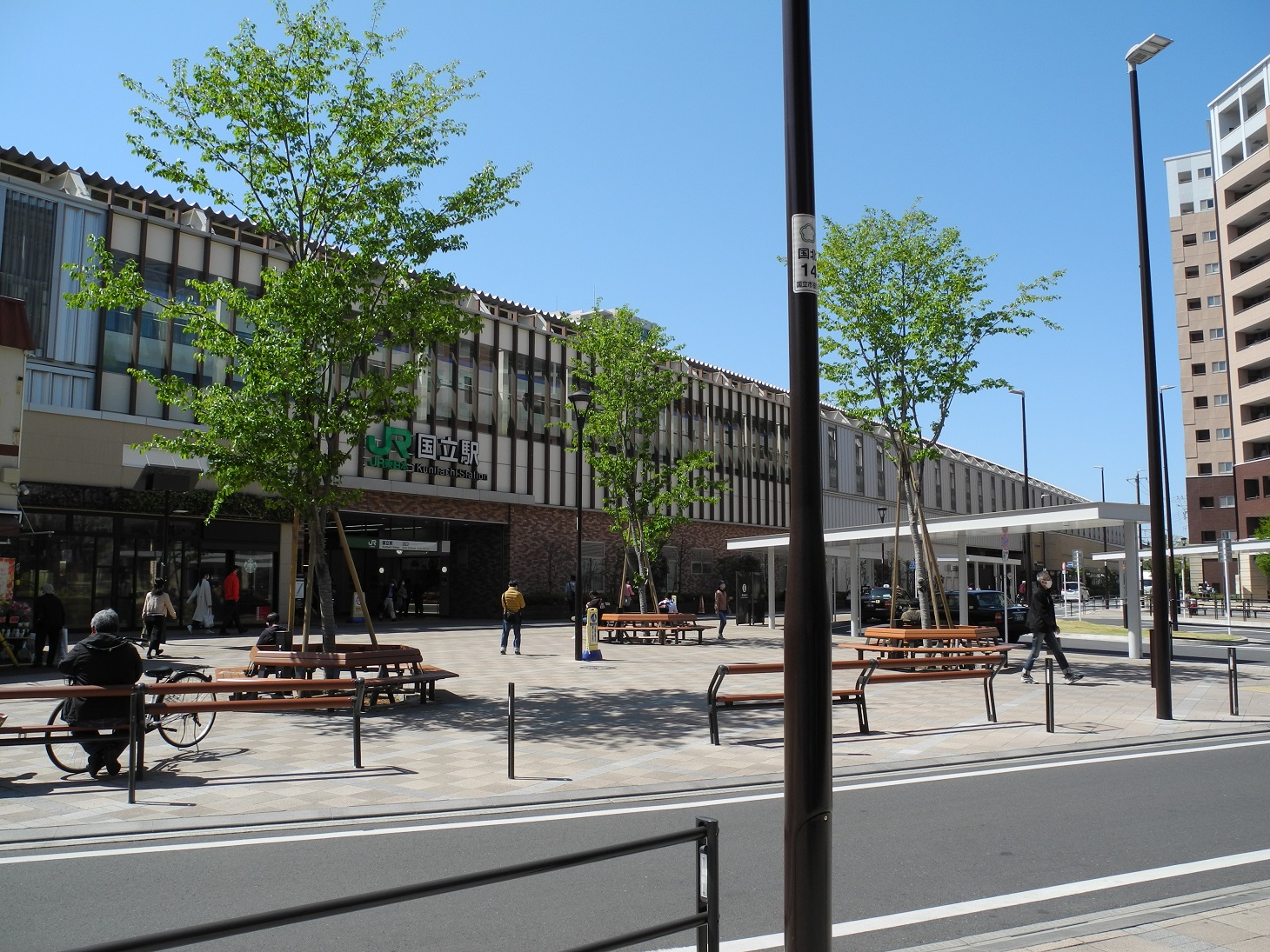
北口（2021年4月）

国立駅（くにたちえき）は、東京都国立市北一丁目にある、東日本旅客鉄道（JR東日本）の駅である。駅番号はJC 18。
中央本線と、当駅から分岐し新小平駅へ通じる武蔵野線支線（国立支線）が乗入れる。この支線は中央本線と武蔵野線とを直通する貨物列車や「むさしの号」、臨時旅客列車などが使用する。中央本線は当駅を含む区間は、運行系統上は「中央線」と案内される。運転形態の詳細については該当記事を参照のこと。

## 概要
国立市北部に位置し、市の中心駅である。堤康次郎率いる箱根土地（後の西武グループ）が駅を作り、同時に一橋大学（当時の東京商科大学）を中心とした学園都市として街づくりを行なった。駅から南側には大学通りと呼ばれる大通りが南武線の谷保駅まで伸びており、春には桜並木の桜が満開に咲き誇る。当駅南側の約1.3 kmの範囲は東京都から文教地区に指定されており、風営法の対象となる飲食店などの設置について規制を受ける。開業当時、中央線の国分寺駅と立川駅の間に駅を設置するため両駅の頭文字をとって「国立駅」と命名された（西国分寺駅は後から開業）。また「この地から新しく国が立つ」と言う想いを込めて名付けられたとも言われている。町制施行前は谷保村と言う地名であったが、当駅の駅名から町名を取って「国立町（→国立市）」となった。2020年には三角屋根が特徴の旧・南口駅舎が復原され、待ち合わせ場所や展示室として活用されている。

## 歴史
- 1926年（大正15年）
  - 3月1日：鉄道省の谷保信号所として開設[1]。
  - 4月1日：国立駅に昇格[1]。旅客・貨物取扱開始[1]。
  - 大学（東京商科大学→一橋大学）や住民の誘致のために箱根土地が駅を作り、鉄道省へ譲渡した[3]。
  - 駅舎の設計は、帝国ホテル新館建設時にフランク・ロイド・ライトに師事した河野傳が行い、清水建設が工事を担当した[6]。
- 1928年（昭和3年）10月15日：中央線が当駅まで複線化。
- 1929年（昭和4年）
  - 3月1日：中央線、立川まで複線化。
  - 3月5日：中央線、当駅まで電化開通。電車（省線）運転開始。6月16日に立川まで開通。
- 1949年（昭和24年）6月1日：日本国有鉄道発足[7]。
- 1951年（昭和26年）：駅所在地の谷保村が町制施行にあたり、駅名から町名をとって国立町となる。
- 1959年（昭和34年）7月15日：北口開設[新聞 1]。請願によるもので、建設費860万円全額を地元が負担して建設された[新聞 1]。
- 1962年（昭和37年）10月25日：貨物の取り扱いを廃止[1]。
- 1964年（昭和39年）10月1日：荷物扱い廃止[1]。
- 1970年（昭和45年）3月25日：国鉄では初めてとなる自動定期券改札装置の試用を開始[8][9]。
- 1973年（昭和48年）4月1日：武蔵野線貨物支線が開業[10]。
- 1987年（昭和62年）4月1日：国鉄分割民営化により、東日本旅客鉄道（JR東日本）の駅となる[1][11]。
- 1993年（平成5年）4月23日：自動改札機を設置し、供用開始[12]。
- 1998年（平成10年）：関東の駅百選に選定[6][13]。選定理由は「赤い三角屋根の駅舎が駅前の桜並木とマッチした駅」[6][13]。
- 2001年（平成13年）11月18日：ICカード「Suica」の利用が可能となる[報道 3]。
- 2003年（平成15年）6月：高架化工事開始。
- 2005年（平成17年）9月：上りホームを仮線に切り替え。
- 2006年（平成18年）
  - 10月8日：旧三角屋根駅舎の使用を終了[報道 4]。下りホームを仮線に切り替える。
  - 10月26日：旧三角屋根駅舎が「国立市指定有形文化財」に指定される[14][報道 4]。
- 2009年（平成21年）1月11日：下りホームを高架に切り替える[11]。
- 2010年（平成22年）11月7日：上りホームを高架に切り替える。
- 2011年（平成23年）10月8日：終電後から10日始発前まで構内線路切り替え工事が行われる。
- 2012年（平成24年）12月16日：上り本線（3番線）が新設[15]。
- 2013年（平成25年）1月13日：南北改札口閉鎖し1ヶ所に統合[16]。旧北口駅舎の使用終了。
- 2014年（平成26年）
  - 3月15日：むさしの号の停車駅となる[報道 5]。
  - 5月1日：業務委託化[報道 1]。
- 2015年（平成27年）
  - 2月1日：早朝無人化。
  - 4月18日：商業施設「nonowa国立EAST」が開業[報道 6]。
- 2016年（平成28年）4月24日：商業施設「nonowa国立WEST」が開業[報道 7]。nonowa口改札（交通系ICカード専用）の供用を開始[報道 7]。
- 2020年（令和2年）
  - 4月6日：旧三角屋根駅舎復原工事が終了し[注釈 1]、「まちの魅力発信拠点」としてオープン[報道 2][報道 8][新聞 2]。
  - 6月27日：商業施設「nonowa国立EAST」がリニューアル[報道 9]。
- 2024年（令和4年）
  - 1月31日：みどりの窓口の営業を終了[2]。
  - 2月1日：話せる指定席券売機を導入[2]。
  - 3月27日：南口に商業施設「nonowa国立SOUTH」が開業[報道 10][17]。

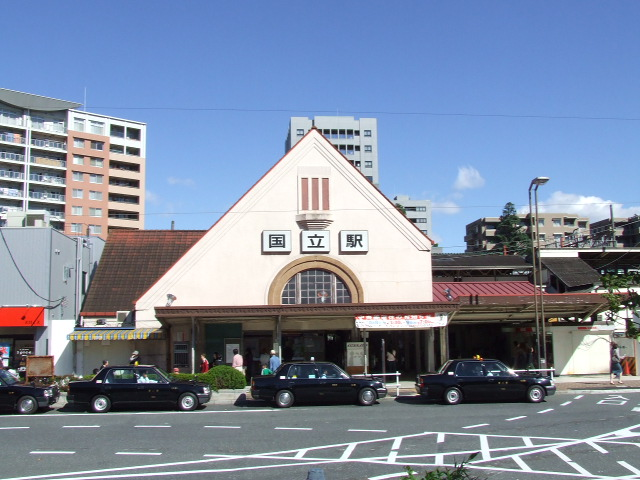
旧南口三角屋根駅舎（2006年10月）
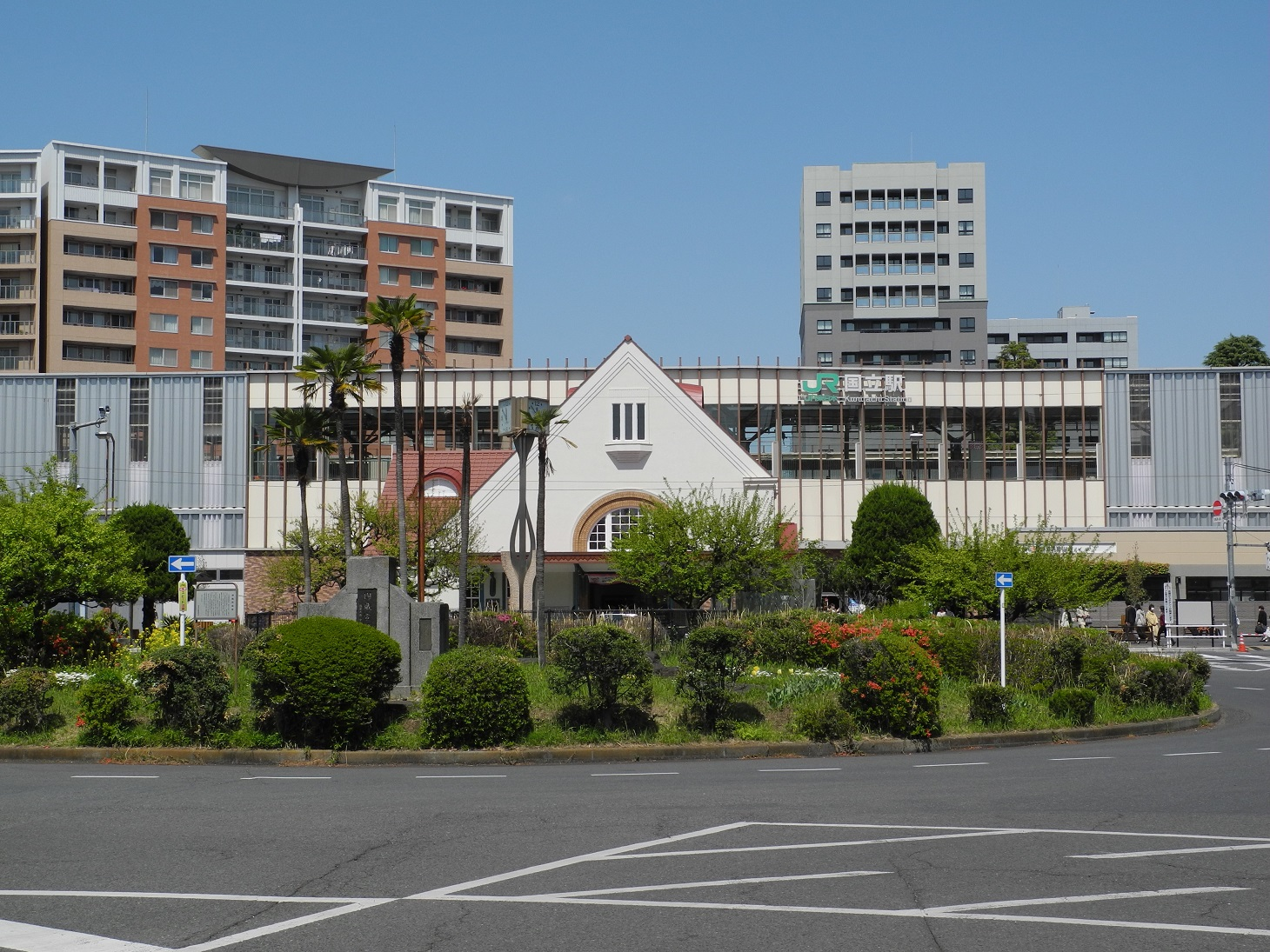
現南口（正面より：2021年4月）
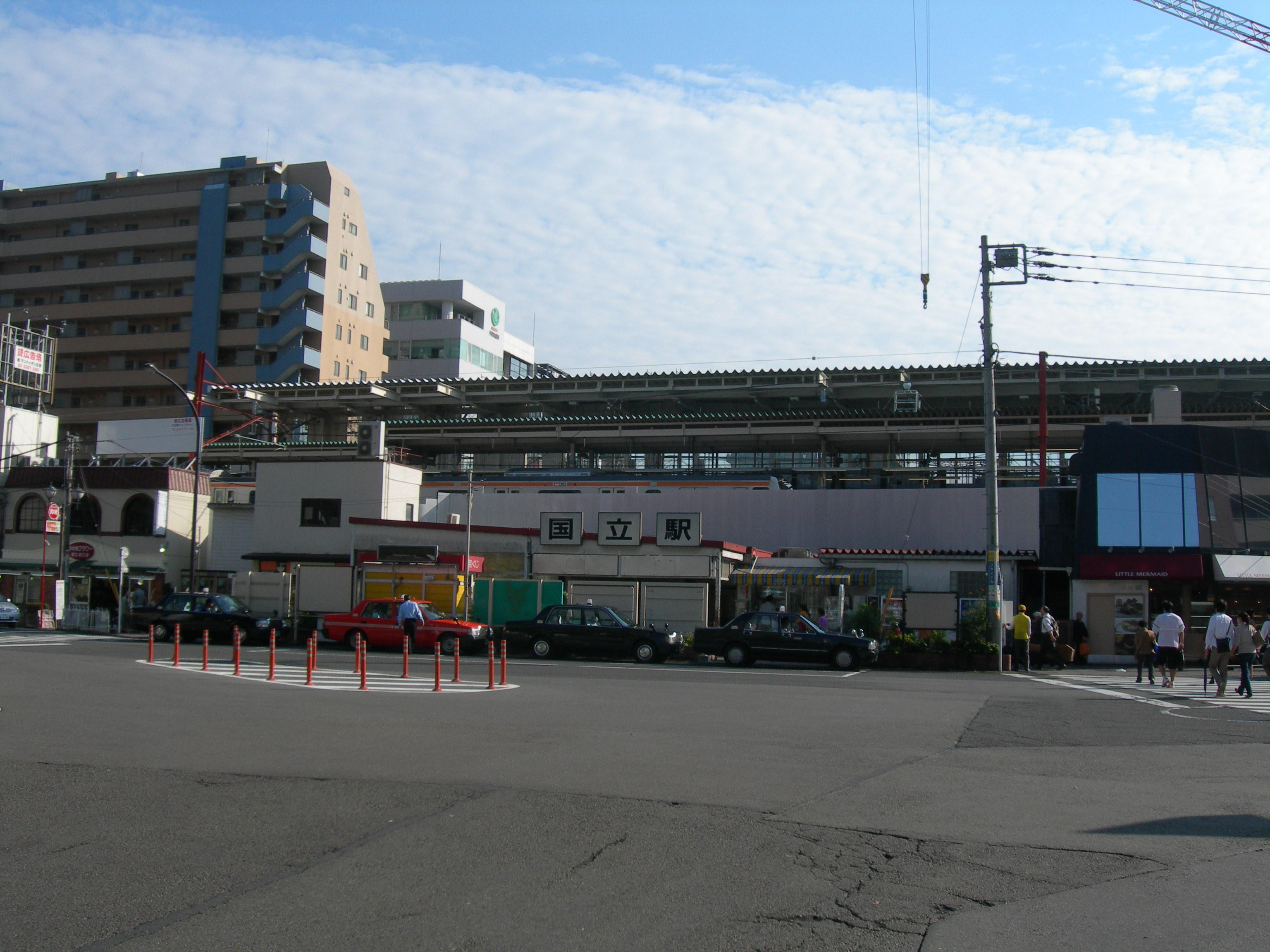
北口駅舎（高架化前） （2008年10月）
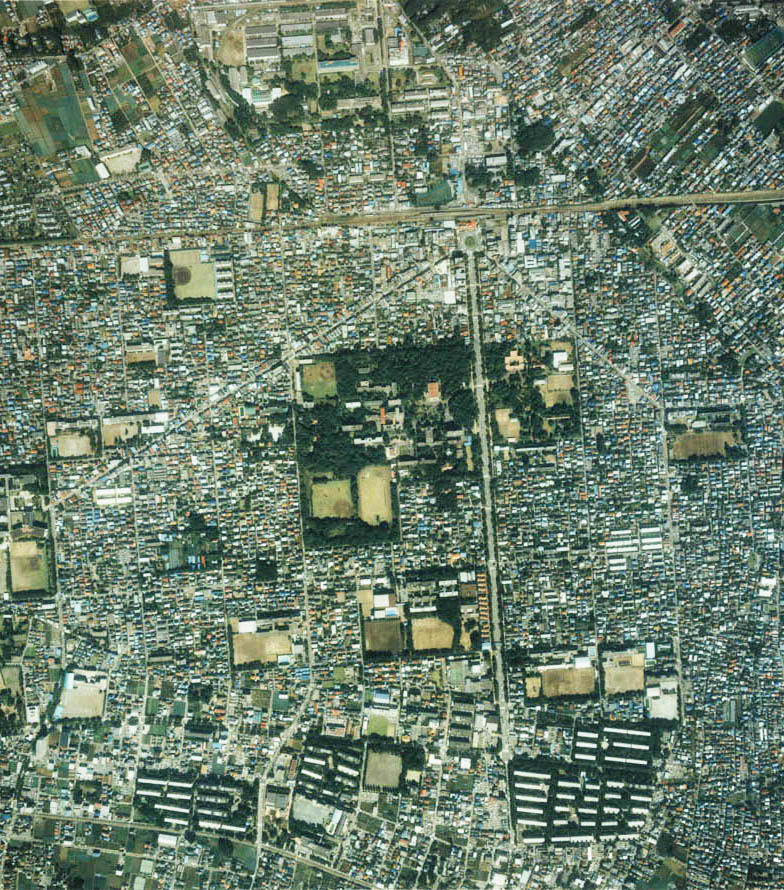
航空写真。上部に駅、その下に放射状に伸びる道路や一橋大学が見える。国土交通省 国土地理院 地図・空中写真閲覧サービスの空中写真を基に作成
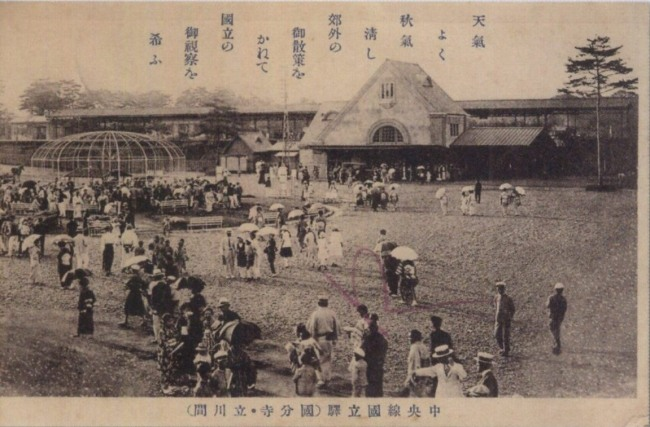
開業当初の国立駅（1926年）

## 駅構造
JR中央線コミュニティデザインが駅管理を受託している立川統括センター管理の業務委託駅で、2面3線を有する高架駅である。当駅東方から単線の国立支線が分岐している。
改札は、2013年1月13日限りで高架下の1か所に統合されたが、2016年4月24日に西側に「nonowa口」（ICカード専用）が新設され、2か所となった。なお、コンコースとホームの間にはエスカレーター、階段とエレベーターが設置されている。また、中央改札にはお客さまサポートコールシステムが導入されており、早朝は遠隔対応のため改札係員は不在となる。
高架化工事前は島式・単式混合2面3線で、下りが単式、他に鉄道総合技術研究所用授受線、通称「総研線」が2004年まであった。そのうち3番線は主に国立支線方向に向かう列車の待避に使用され、上り方の一部を除いて柵が設けられていた。3番線と総研線を横断する警報器の無い構内踏切が北口改札横に繋がっており、朝ラッシュ時のみ使用された。なお、事業完了後は事業前の2面3線に戻り、外側が本線、内側が副本線となるが、総研線は設置されず、その跡地は授受線部分がnonowa国立WESTの付帯施設「ののみち」として、引込線部分の一部は国立市が緑道「ぽっぽみち」として整備された。
2009年1月11日に下り線（1番線）が、2010年11月7日に上り線が高架へ切替えられ、2012年12月16日に上り本線（3番線）が新設された。

### のりば
| 番線 | 路線   | 方向 | 行先                   | 備考                                       |
| ---- | ------ | ---- | ---------------------- | ------------------------------------------ |
| 1    | 中央線 | 下り | 立川・八王子・高尾方面 | 立川駅から 青梅線へ直通 （青梅方面行列車） |
| 2・3 | 中央線 | 上り | 三鷹・新宿・東京方面   | 大宮行「むさしの号」は2番線発              |

（出典：JR東日本:駅構内図）
- 2012年12月16日の線路切替以前は、暫定的に2番線を上り本線として使用していた。切替後は3番線が上り本線となり、2番線は上下共用待避線となった。そのため、2番線の案内標には方面表記が未記入になった。線路切替時点では2番線は一部上り列車のみ使用し、下り列車停車は設定されていない。なお、下り方面ダイヤが乱れた場合、一部列車が当駅止まりに変更され、2番線を使用し東京方面への折り返し列車が設定される場合がある。また、2013年3月16日ダイヤ改正より、朝ラッシュ時の上り列車が2・3番線を交互に使用する相互発着が開始された。
- 配線の関係上、上り本線3番線から国立支線に入線ができない。このため、国立支線に向かう旅客列車（むさしの号や臨時列車等）や貨物列車は2番線を使用する。
- 終電時間帯の三鷹行・武蔵小金井行を除く上り電車は「快速」として運転されている。三鷹行・武蔵小金井行はWeb上の時刻表などでは「各駅停車」と案内されているが、駅の電光掲示板や放送では「快速」と案内される。
- JR中央線は、2020年代前半（2021年度以降の向こう5年以内）を目途に2階建てグリーン車を2両連結させ12両編成運転を行う。そのため当駅は、ホーム12両編成対応改築及び、構内配線変更や信号設備改良工事等が実施され[報道 11][新聞 3]、2024年10月12日までにこれらの工事を全て完了し、翌日10月13日より快速電車における12両編成の運転が開始された[20]。

| 運転番線 | 営業番線 | ホーム | 東京方面着発 | 武蔵野線方面着発 | 高尾・大月・青梅方面着発 | 備考     |
| -------- | -------- | ------ | ------------ | ---------------- | ------------------------ | -------- |
| 1        | 1        | 12両分 | 出発可       | 不可             | 到着可                   | 上り本線 |
| 2        | 2        | 12両分 | 到着・出発可 | 到着・出発可     | 到着・出発可             | 副本線   |
| 3        | 3        | 12両分 | 到着可       | 到着可           | 出発可                   | 下り本線 |

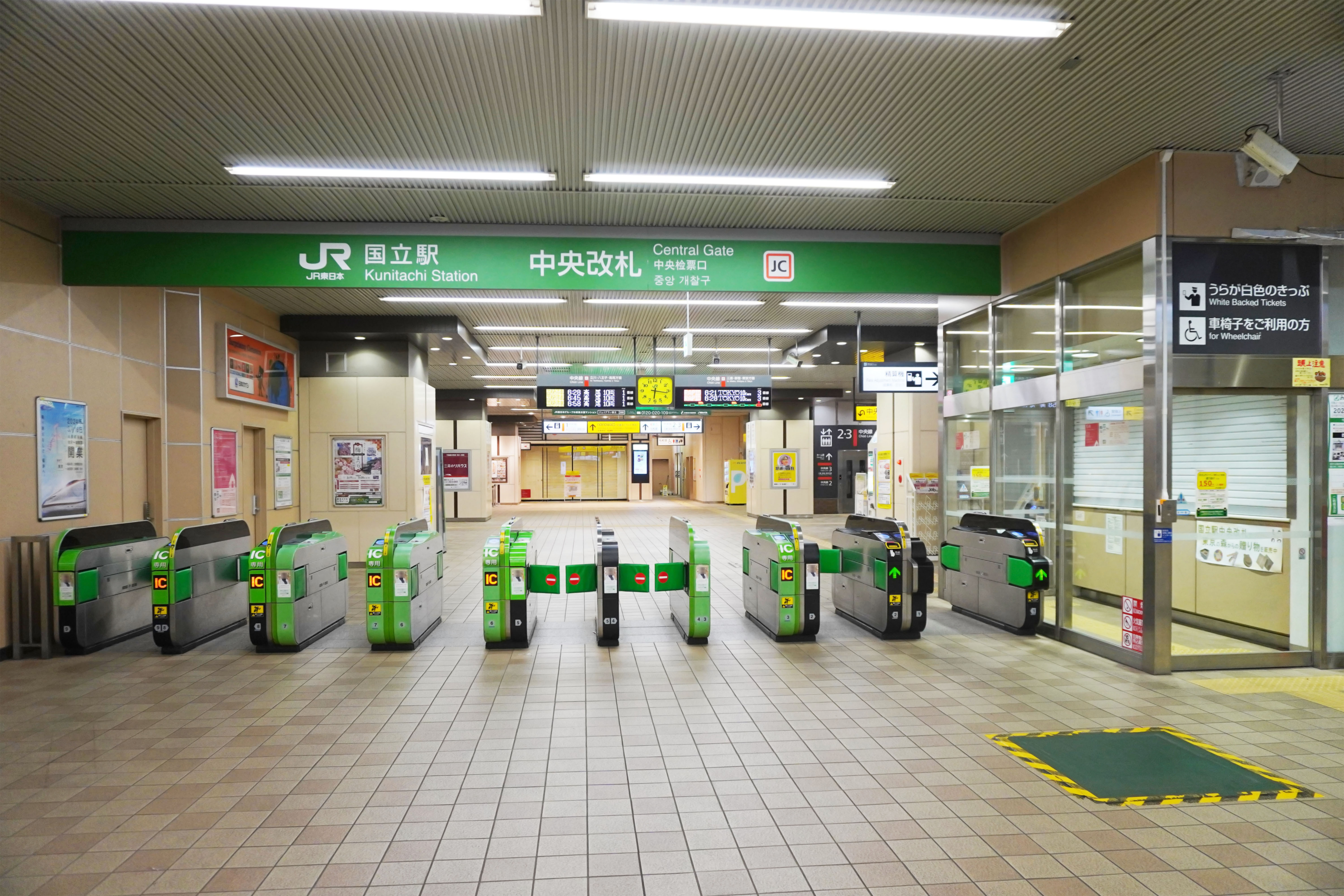
中央改札（2024年1月）
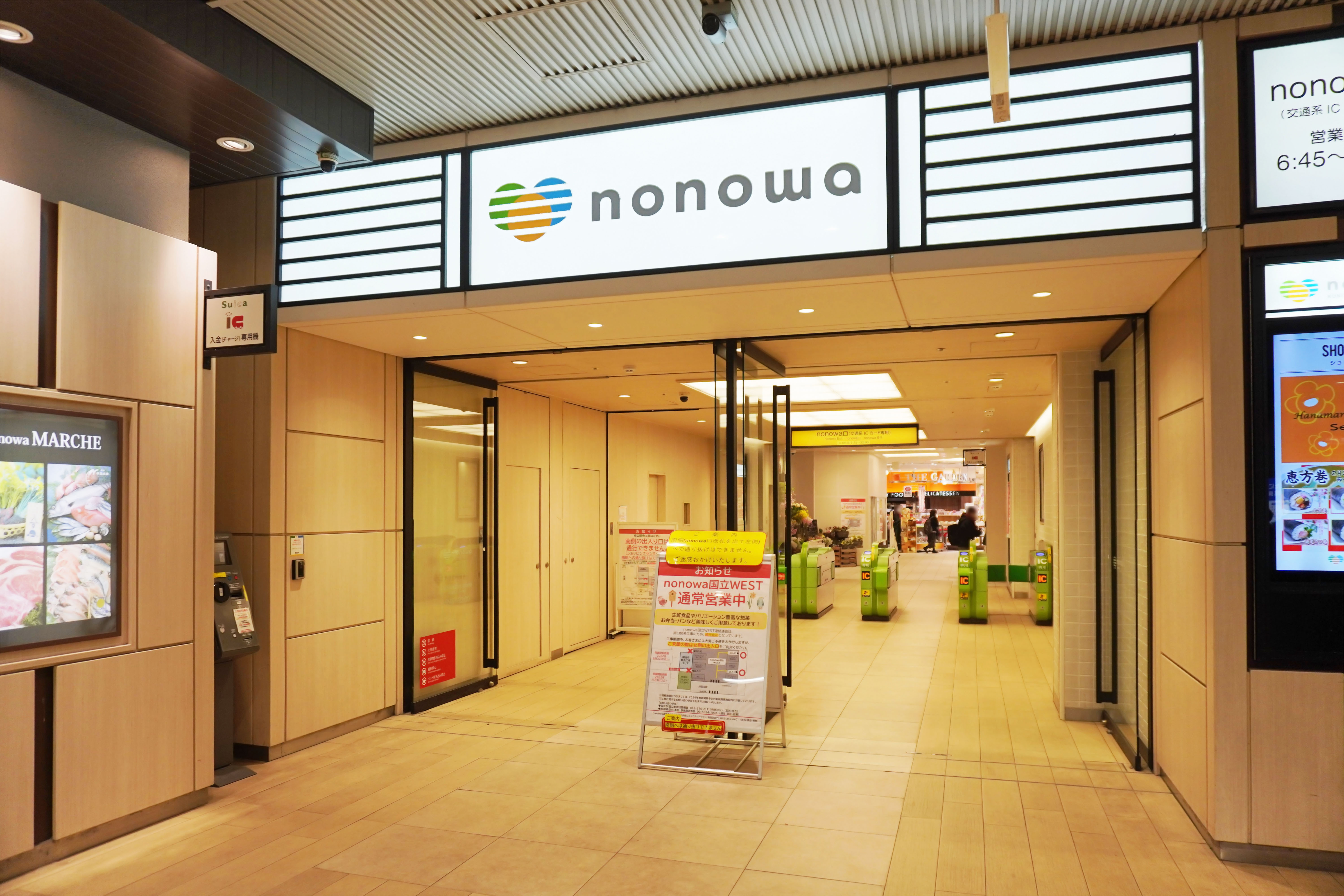
nonowa口改札（2024年1月）
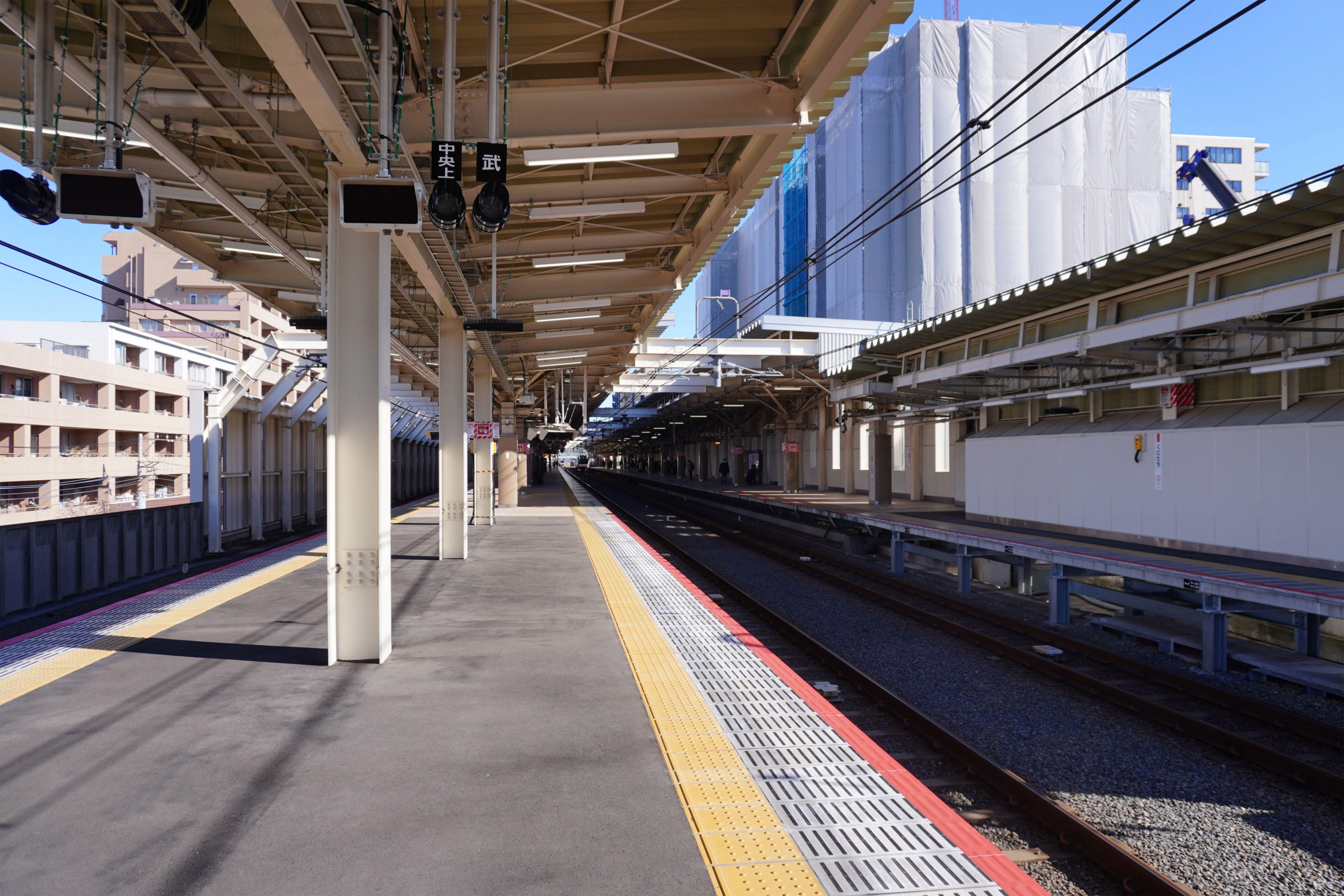
ホーム（2024年1月）

### 設備
- 指定席券売機（改札外）
- 話せる指定席券売機（改札外）[2]
- トイレ（改札内）
- タクシー乗り場
- バス乗り場（下記参照）

高架化工事に伴う駅構内改良工事に伴い、店舗は全て閉店となった。その後、2014年4月22日にNewDays国立・マンスリースイーツ国立店がオープンしている。これらの2店舗も含め、2015年4月18日に「nonowa国立」が第1期開業し、後にこれを「nonowa国立EAST」とした。2016年4月24日に「nonowa国立WEST」が開業した。2020年6月27日には、「nonowa国立EAST」がリニューアルされた。

### 旧駅舎の移転・復原問題
旧南口駅舎（旧国立駅舎）は現存当時、原宿駅に次いで東京都内で2番目に古い木造建築駅舎であり、その美しさは、当駅が「関東の駅百選」に選出された理由ともなった。
だがその駅舎は三鷹駅 - 立川駅間の高架化工事で移転か撤去をする必要が発生した。国立市はJR東日本による鉄道遺産としての保存を希望したが、老朽化していることもあり、同社が拒否したことで、国立市による保存か撤去の選択を求め、同事業の一環としてその費用で保存する要望も事業主体である東京都に拒否された。
これに対して国立市は、独自費用で駅舎を曳き家により工事範囲から移転して仮保存を行い、立体化工事終了後に再度曳き家により元の場所で保存する計画を立てたが、費用負担問題で議会と対立し、予算案が正式に否決されるに至った。
2006年10月8日に旧駅舎の使用を終了。国立市はなおも保存方法を探っていたが、工事のタイムリミットに近付いたため、妥協案として解体・保存し、立体化工事終了後に復原となった。防火などの法的問題で一度解体すると現地での復原ができなくなるため、同年10月10日から12月にかけて解体作業が行われ、主要部材や駅名の表札は立体化事業完了時に再建可能なように国立市の倉庫内に保管され、10月26日に文化財の指定を行い、法がかからないようにした（それ以降の10年間程度は前記の倉庫内の一般公開が年に一回程度実施されていた）。
高架化工事終了後、国立市では元の場所か、その付近に復原を計画したが、南北通過道路と駅前広場の関係で通過道路整備状況によっては南北通過車両を現状通り駅前広場に流さざるを得ず、市が保存用地を取得か借用をする必要があり、詳細はまとまっていなかったが、2014年2月3日から国立市のふるさと納税制度の寄付金の使いみちに「旧駅舎再築のために」が加わり、再築費用の寄付を募った。
2016年11月14日、国立市は国立駅の再築に向けてJR東日本と土地売買契約における覚書を締結し、2020年度末の完成を目指し、開業当時の形態で再築する予定で、建物は駅舎ではなく、情報発信機能（観光案内所・展示スペース）や情報交流機能（多目的スペース）として整備した（ただしスペースの関係上東側数メートルの部分は復原されなかった）。
旧三角屋根駅舎の高さが12 mで、その両隣にJR東日本が地上4階建てビル（高さ20 m）各1棟の建設を計画していることが2017年8月に明らかとなった。JR東日本は大学通りからの景観に配慮して高層ビルでなく低いビルとしたが、現状の計画に対しても地元の市民や商業者からは「復原駅舎が埋没してしまう」との再考を求める意見が出ていた。そこで、2018年11月から、国立市とJR東日本でお互いの所有地を交換する検討を開始し、2020年3月にJR東日本の所有する旧駅舎両側の土地と国立市が所有する南口の西側にある駐車場及び駐輪場の土地を交換する方針を確認した。2021年3月に、JR東日本と国立市との間で用地交換の合意が成立し、JR東日本が計画していた旧駅舎の両隣のビルは建設されず、広場として活用されることになっている。

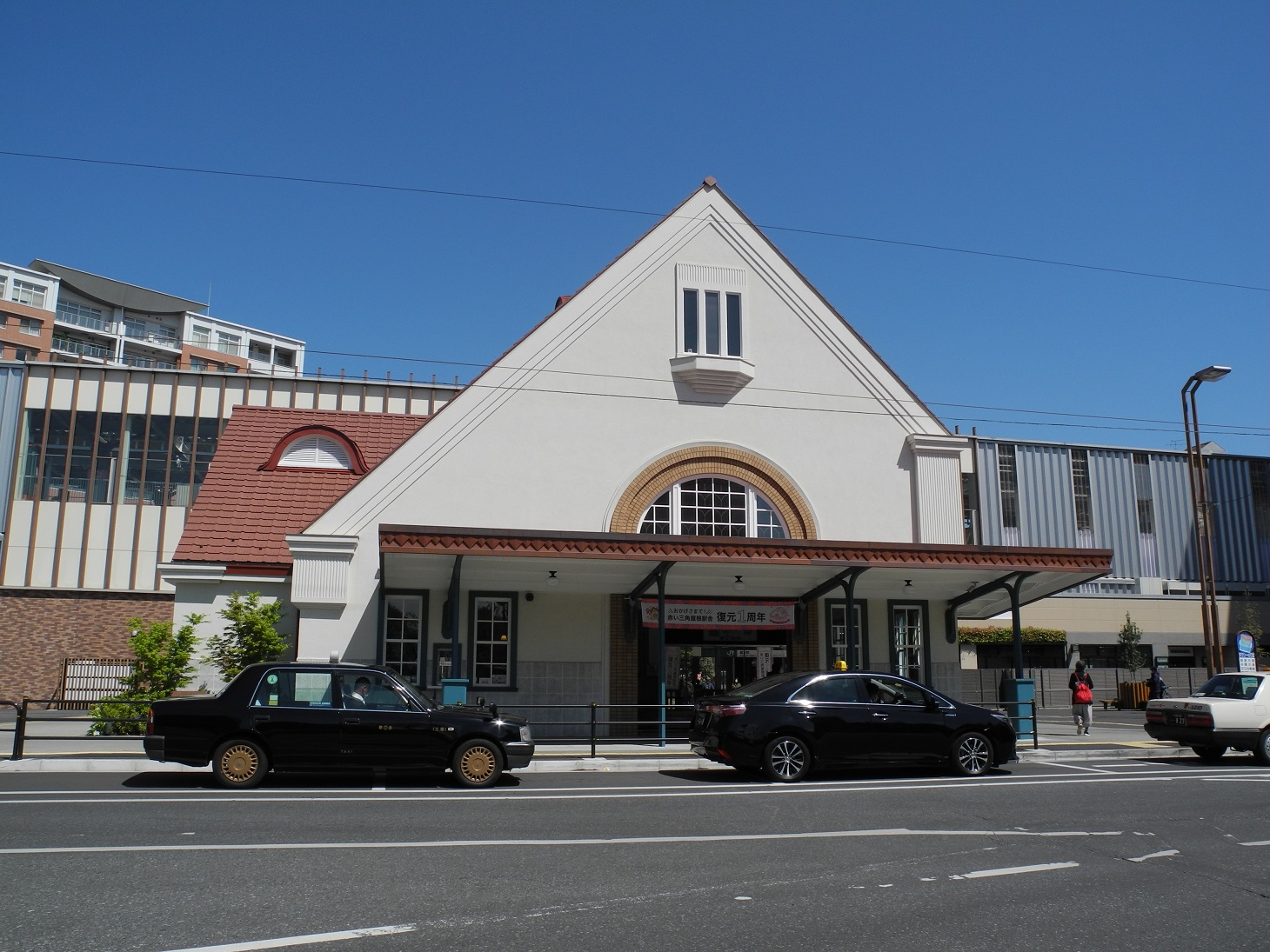
復原された南口旧駅舎（2021年4月）
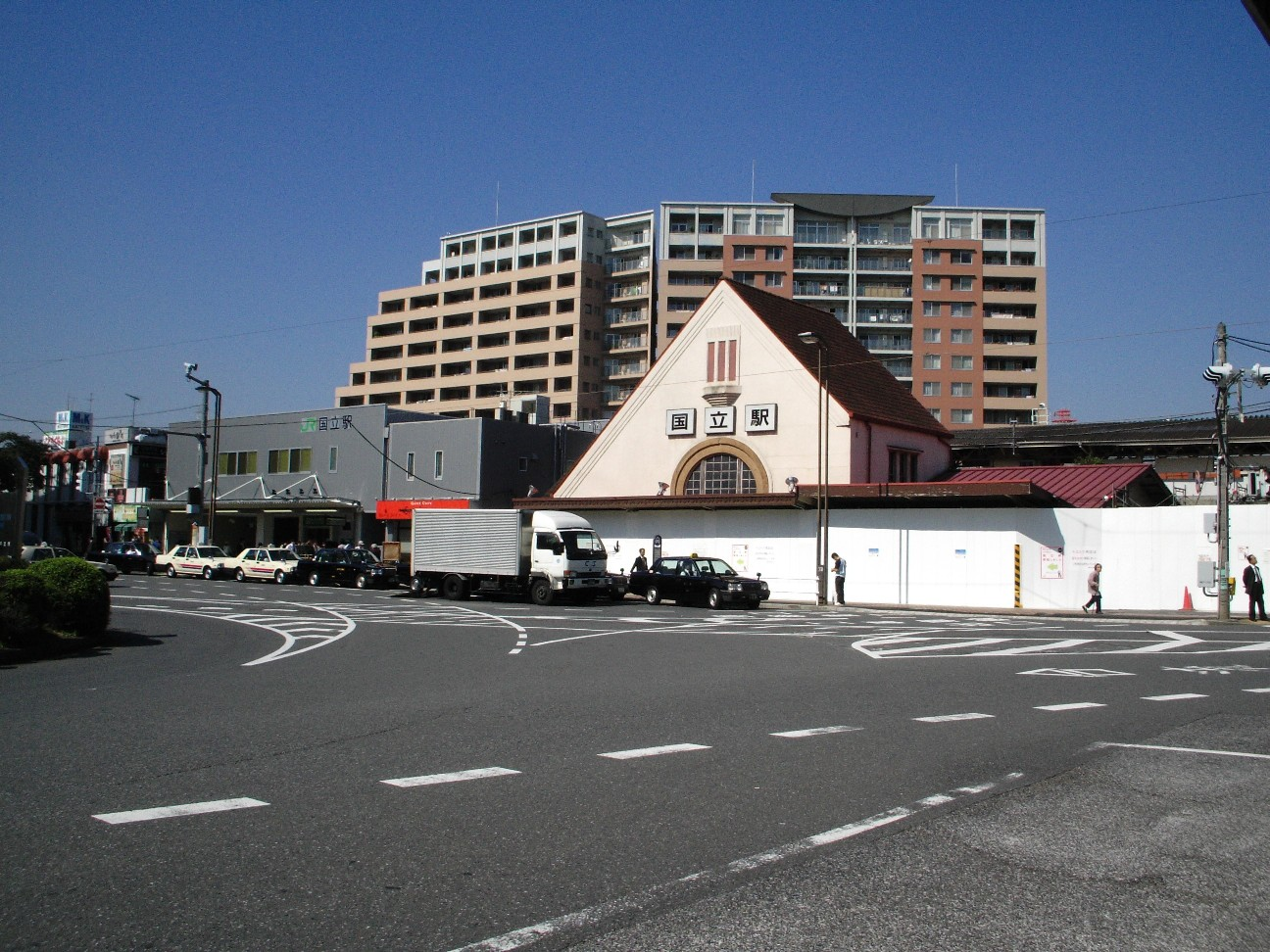
南口旧駅舎（2006年10月）
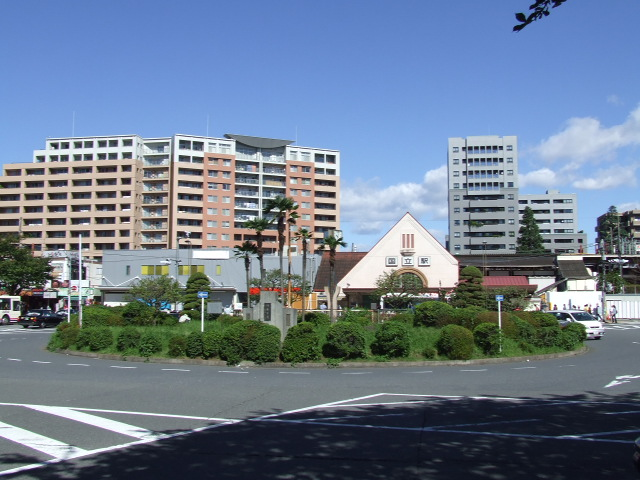
南口遠景（2006年10月）
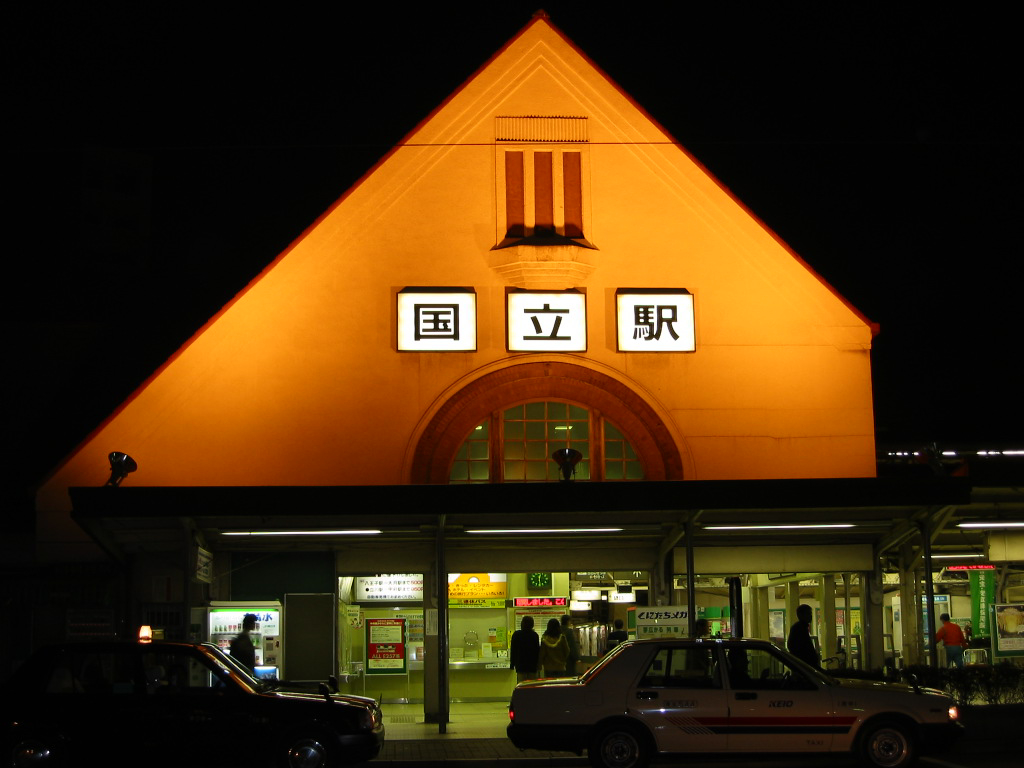
夜の旧南口駅舎（2002年12月）
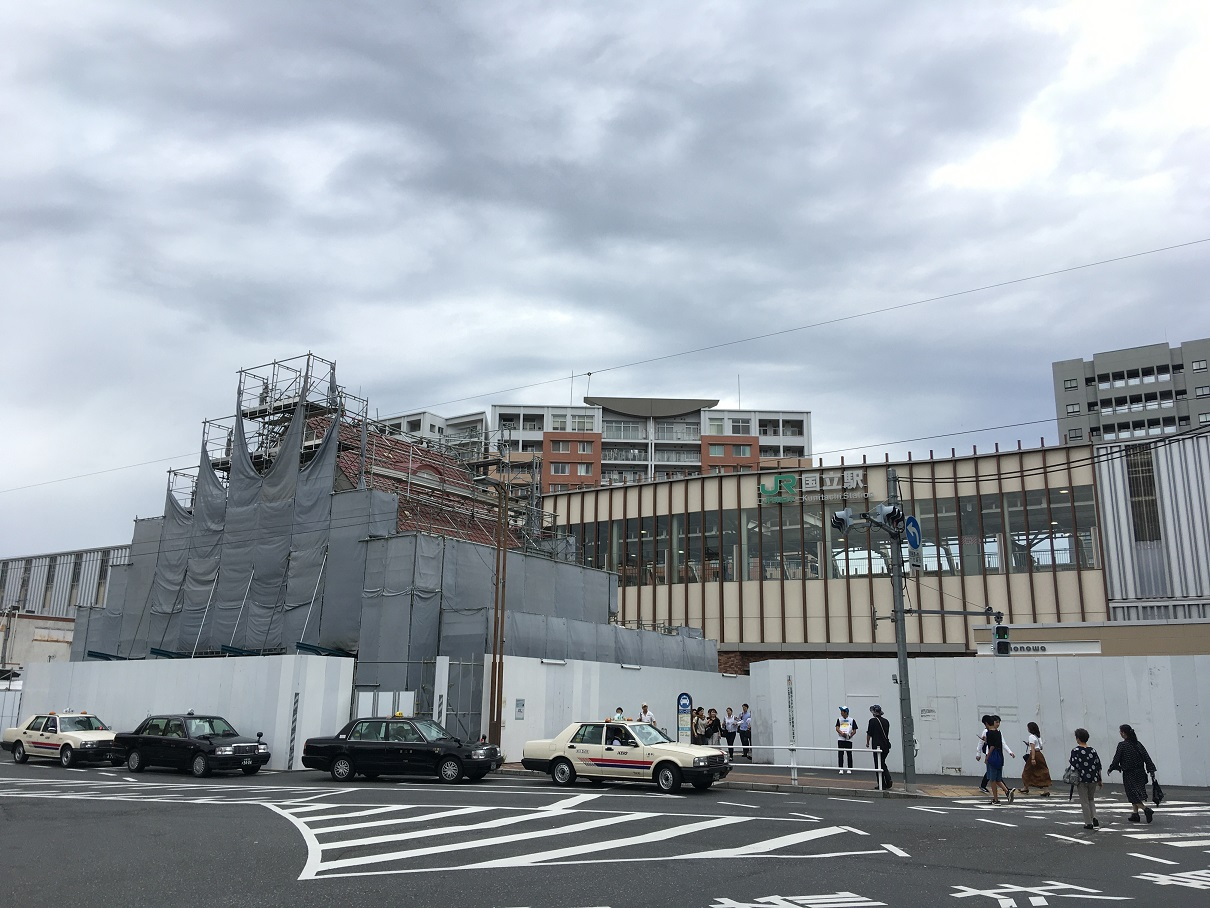
南口ロータリーの東側から見た再建中の旧駅舎（2019年9月）
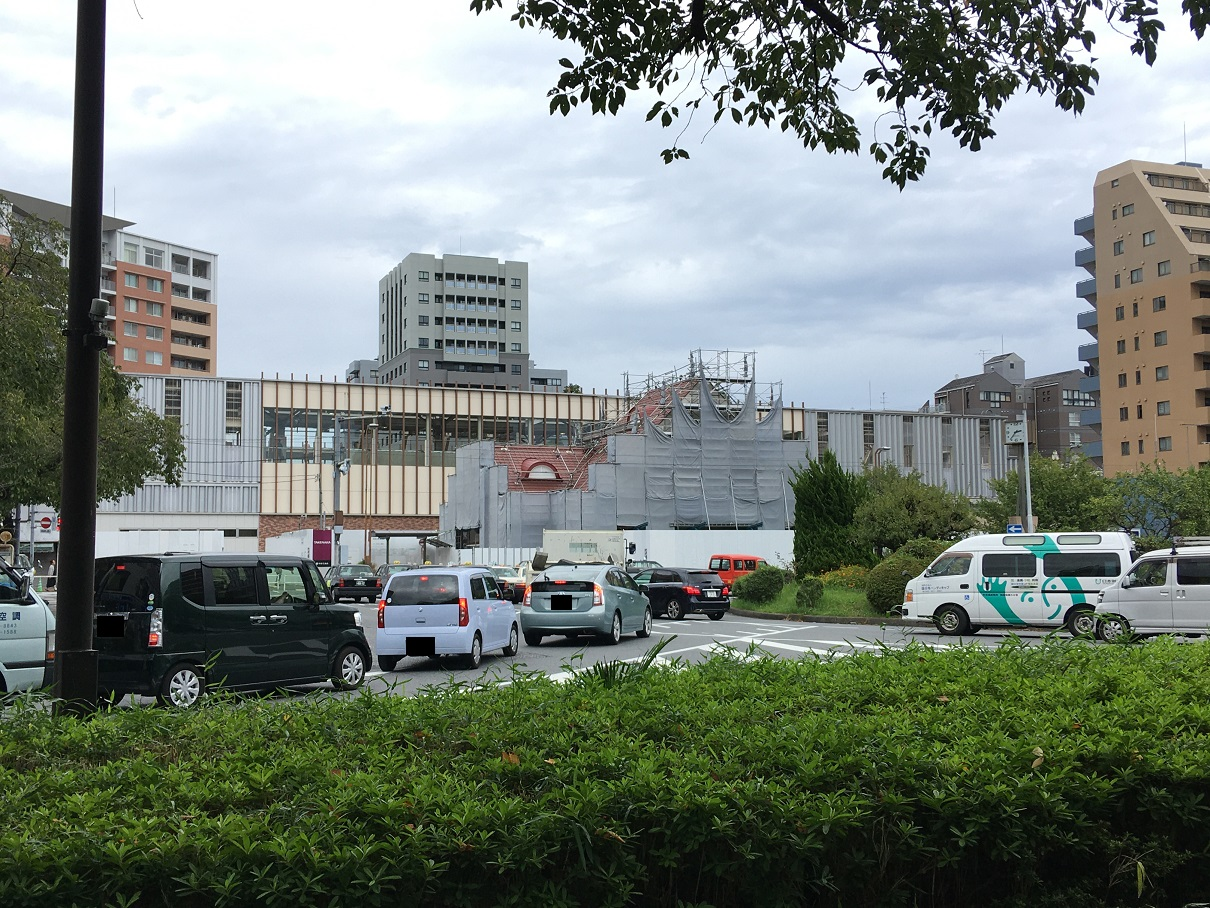
南口ロータリーの西側から見た再建中の旧駅舎（2019年9月）
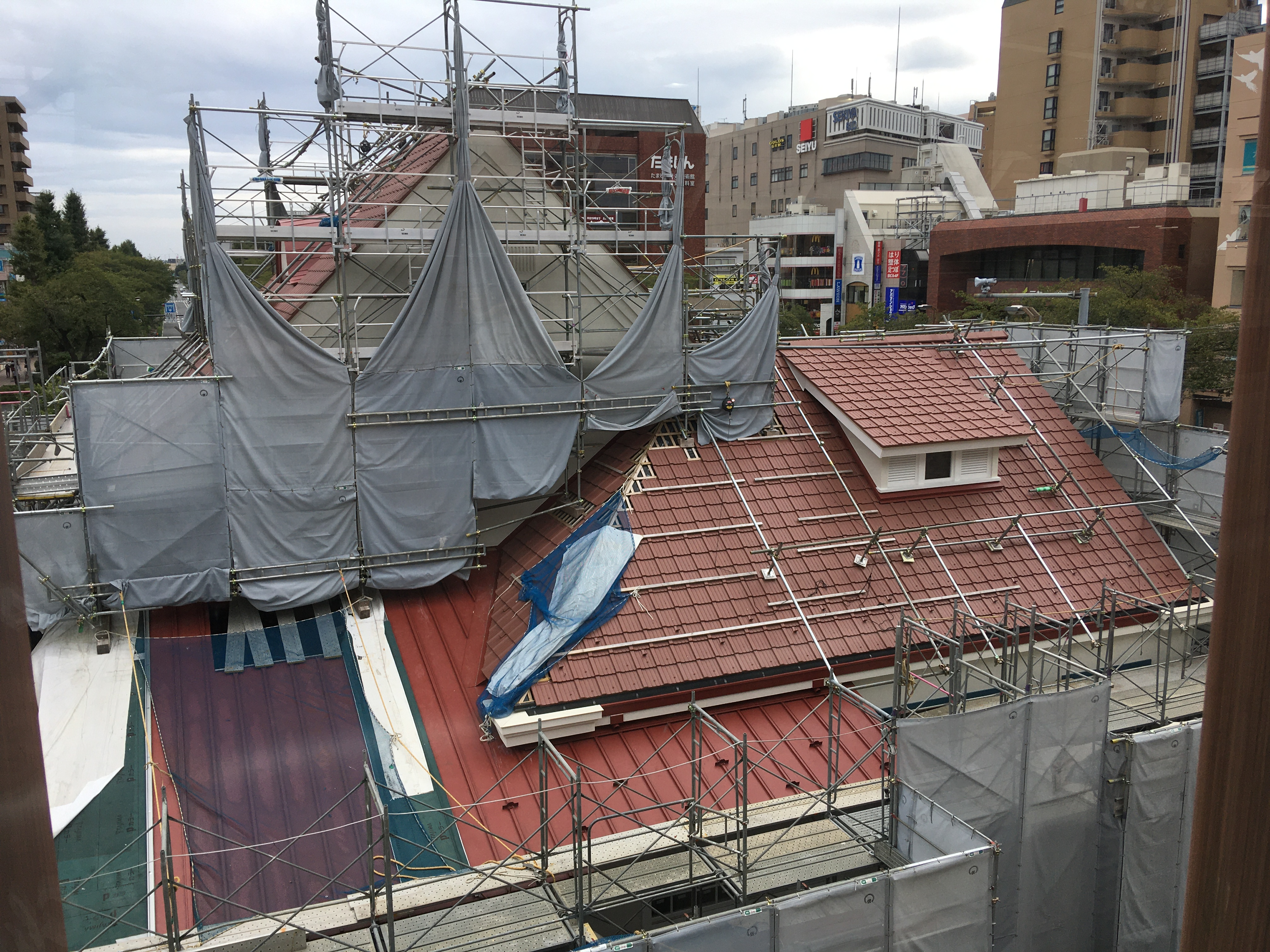
高架駅舎ホームから見た再建中の旧駅舎（2019年9月）

## 利用状況
2023年度（令和5年度）の1日平均乗車人員は47,095人である。JR東日本管内の駅では北浦和駅に次いで第94位。
1990年度（平成2年度）以降の1日平均乗車人員の推移は以下の通り。
| 年度               | 1日平均 乗車人員 | 出典     |
| ------------------ | ---------------- | -------- |
| 1990年（平成02年） | 55,685           | [ * 1 ]  |
| 1991年（平成03年） | 57,262           | [ * 2 ]  |
| 1992年（平成04年） | 57,759           | [ * 3 ]  |
| 1993年（平成05年） | 58,170           | [ * 4 ]  |
| 1994年（平成06年） | 57,000           | [ * 5 ]  |
| 1995年（平成07年） | 56,336           | [ * 6 ]  |
| 1996年（平成08年） | 56,479           | [ * 7 ]  |
| 1997年（平成09年） | 55,533           | [ * 8 ]  |
| 1998年（平成10年） | 54,844           | [ * 9 ]  |
| 1999年（平成11年） | 54,861           | [ * 10 ] |
| 2000年（平成12年） | 54,787           | [ * 11 ] |
| 2001年（平成13年） | 55,064           | [ * 12 ] |
| 2002年（平成14年） | 54,833           | [ * 13 ] |
| 2003年（平成15年） | 55,245           | [ * 14 ] |
| 2004年（平成16年） | 54,827           | [ * 15 ] |
| 2005年（平成17年） | 54,902           | [ * 16 ] |
| 2006年（平成18年） | 54,979           | [ * 17 ] |
| 2007年（平成19年） | 54,872           | [ * 18 ] |
| 2008年（平成20年） | 54,243           | [ * 19 ] |
| 2009年（平成21年） | 53,345           | [ * 20 ] |
| 2010年（平成22年） | 52,635           | [ * 21 ] |
| 2011年（平成23年） | 52,097           | [ * 22 ] |
| 2012年（平成24年） | 52,686           | [ * 23 ] |
| 2013年（平成25年） | 53,237           | [ * 24 ] |
| 2014年（平成26年） | 52,518           | [ * 25 ] |
| 2015年（平成27年） | 53,274           | [ * 26 ] |
| 2016年（平成28年） | 53,712           | [ * 27 ] |
| 2017年（平成29年） | 54,134           | [ * 28 ] |
| 2018年（平成30年） | 54,049           | [ * 29 ] |
| 2019年（令和元年） | 53,532           | [ * 30 ] |
| 2020年（令和02年） | 38,513           |          |
| 2021年（令和03年） | 42,070           |          |
| 2022年（令和04年） | 45,198           |          |
| 2023年（令和05年） | 47,095           |          |

## 駅周辺

### 南口
駅前ロータリーを起点に、大学通りが南に、富士見通りが西南に、旭通りが東南に、それぞれ真直ぐ放射状に伸びている。それぞれの通りの直線区間の長さは約1.8 km、1.3 km、0.7 kmである。これらの道路は、上空から見ると正面から見た旧駅舎の輪郭となぞらえた形状になっている。これらのうち、大学通りが東京都道146号国立停車場谷保線に、富士見通り駅寄り約370 mと旭通りが東京都道145号立川国分寺線に指定されている。いずれの通りも若者向けなどの商店が多く立ち並び、また路線バスが頻繁に通っている。特に大学通りのこの部分は幅員が全体で40 m以上あり、車道、歩道、自転車道、緑地帯が画然と分けられている。緑地帯はサクラとイチョウが交互に植わった並木道である。ロータリーと並木道は、前述の関係のため、西武グループのプリンスホテル（コクドの流れから）が所有している。
それ以外の街路はほぼ東西、南北の格子状であり、一方通行が多い。大学通りを南に進むと、南武線の谷保駅に出る。
大学通りの両脇に一橋大学のキャンパスがあり、塾が立ち並ぶなど、教育施設は多い。

#### 学校
- 一橋大学（国立キャンパス）
- 桐朋中学校・高等学校
- 私立国立学園小学校・付属かたばみ幼稚園
- 東京都立国立高等学校
- 東京都立第五商業高等学校
- 学校法人NHK学園 ‐ 通信制高等学校と生涯学習通信講座を運営。
- 国立音楽大学附属幼稚園・小学校・中学校・高等学校
- 郵政大学校・中央郵政研修センター

#### 学習施設・塾
- ena
  - 小中受験部
  - 高校受験部
  - 大学受験部
  - c'ena（セナ）
  - 個別ena
  - マイスクールena
  - egg新美
  - ena家庭教師センター
- 東京個別指導学院 国立教室
- 森塾 国立校
- 個別指導塾TOMAS 国立校
- 早稲田アカデミー
  - 早稲田アカデミー 国立校
  - 早稲田アカデミー IBS国立ラボ
  - 早稲田アカデミー個別進学館 国立校
- 栄光ゼミナール
  - 栄光ゼミナール 国立校
  - 栄光の個別ビサビ 国立校
  - 栄光の大学受験ナビオ 国立校
- SAPIX
  - SAPIX小学部 国立校
  - SAPIX中学部 国立校
- 個太郎塾 国立教室
- 個別教室のトライ 国立駅前校
- ITTO個別指導学院 国立東校
- 明光義塾 国立教室
- 河合塾マナビス 国立校
- 代々木個別指導学院 国立校
- 坪田塾 国立校

#### 郵便局
- 国立駅前郵便局
- 国立旭通郵便局

### 北口

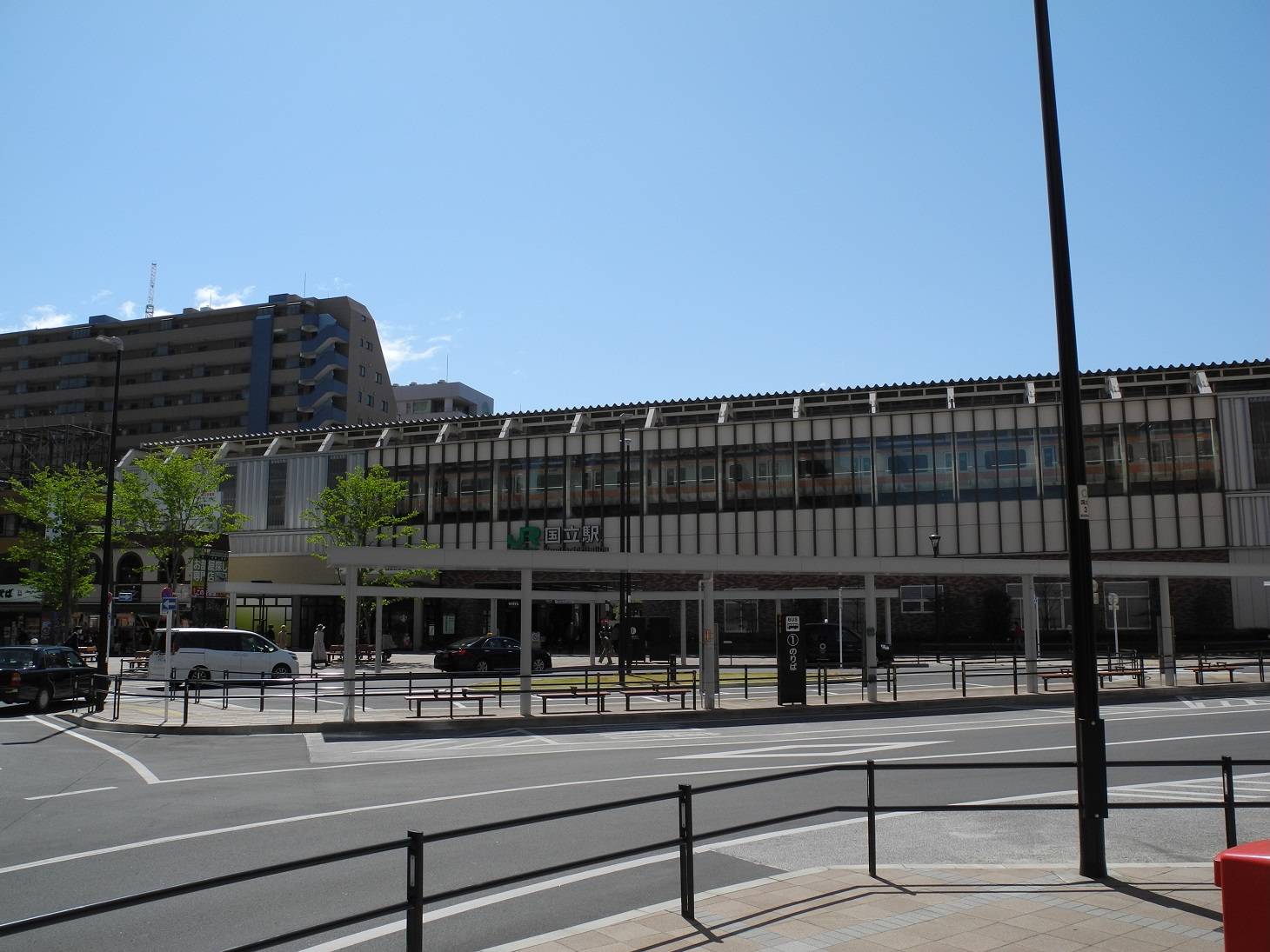
北口ロータリー（2021年4月）

北口周辺は南口同様格子状街路となっている。バスロータリーも新しく整備されたが、規模は南口と比べて広くない。
北口を出て約100 m歩くと国分寺市域に入る。その為、当駅は国分寺市からの利用客も多い他、東京方の高架下にある国立駅前くにたち・こくぶんじ市民プラザ内には、国分寺市役所のサービスコーナーが設けられている。
北口付近に国分寺崖線による坂道が多くある。
- 国立駅前くにたち・こくぶんじ市民プラザ
- 鉄道総合技術研究所（JR総研）国立研究所（所在は国分寺市だが、当駅が最寄りであるため、この名で呼ばれている）
- 鉄道情報システム（JRシステム）中央システムセンター
- 東京都立国分寺高等学校
- 国分寺市ひかりプラザ
- 国立駅北口郵便局

## バス路線
南口からは京王バス、立川バス及び国立市コミュニティバス「くにっこ」（立川バス）によって運行されている。このうち、大学通りを南に向うバスは各系統合わせて昼間5分毎の頻発となっている。
北口からは立川バス及び「くにっこ」によって運行されている。2008年3月29日から国分寺市コミュニティバス「ぶんバス」（立川バス）の西町ルートが運行開始され、乗入れている。
コミュニティバスを含む全路線でPASMO・Suicaが使用可能。また、「ぶんバス」及び空港連絡バス以外の全路線で東京都シルバーパスが使用できる。

### 南口
ロータリーの南西側に主に富士見通り方面に向かう系統が発車する1番のりばが、同じく東側に主に大学通りと旭通り方面の系統が発車する3 - 6番のりばがある。西側の2番のりばは降車専用である。現行の南口出口から見て、ロータリー右側が2番、その先の道路向こうが1番、ロータリー左側が3 - 6番である。
なお、立川バスのバス停名は「国立駅南口」だが、北口に乗り入れていない京王バスは「国立駅」となっている。
| のりば                  | 方面                                         | 運行事業者                                   | 系統・行先 | 備考                                         |
| ----------------------- | -------------------------------------------- | -------------------------------------------- | --- | -------------------------------------------- |
| － （南口から出て右手） | 障害者スポーツセンター送迎（特定輸送・無料） | 障害者スポーツセンター送迎（特定輸送・無料） | 障害者スポーツセンター送迎（特定輸送・無料）                                                                                              | 障害者スポーツセンター送迎（特定輸送・無料） |
| 1                       | 富士見通り方面                               | 立川バス                                     | - 国15：立川駅北口 - 国15-1：立川駅南口 - 国16・国16-3：国立操車場 - 国16-2：矢川駅 - 国20-2：郵政循環 - 国42：国立泉団地                 |                                              |
| － （1番線に隣接）      |                                              | くにっこ                                     | 北西中ルート：市役所方面 / 国立駅北口方面                                                                                                 |                                              |
| 2                       |                                              | 京王バス                                     | 深夜急行バス：新宿駅西口発 | 降車のみ                                     |
| 3                       | 大学通り方面                                 | 京王バス                                     | - 国18：聖蹟桜ヶ丘駅 - 国17：府中駅 |                                              |
| 4                       | 大学通り方面                                 | 立川バス                                     | - 国10・国10-2：国立操車場 - 国11：矢川駅 - 国12：谷保駅 - 国41：国立泉団地                                                               |                                              |
| 5                       | 旭通り方面                                   | 京王バス                                     | - 国01：府中営業所 - 国02・国03：府中駅                                                                                                   |                                              |
| 6                       | - 旭通り方面 - 大学通り方面の一部            | 立川バス                                     | - 国04：矢川駅 - 国13：国立循環（旭通り回り） - 国13-2：国立東循環 - 国14：国立循環（音高回り） - 国14-2：国立西循環 - 国15-2：立川駅南口 |                                              |
| 6                       | - 旭通り方面 - 大学通り方面の一部            | - 立川バス - 京浜急行バス                    | 空港連絡バス：羽田空港 |                                              |

### 北口
ロータリーの島内に1・2番のりば、ロータリー線路沿い（タクシー乗り場前方）に3番のりば、ロータリー北西側（立川側）に4・5番のりば、ロータリーの東側に「ぶんバス」のバス停がある。
全て立川バスにより運行されており、「国立駅北口」の名称となっている。
| のりば | 運行事業者 | 系統・行先                                                                   | 備考 |
| ------ | ---------- | ---------------------------------------------------------------------------- | ---- |
| 0      | ぶんバス   | 西町ルート：ひかりプラザ、稲荷神社方面                                       |      |
| 1      | 立川バス   | - 国29：弁天通り折返場 - 国29-2：玉川上水駅南口                              |      |
| 2      | 立川バス   | - 国23：戸倉循環（稲荷神社回り） - 国26：上水営業所                          |      |
| 3      | 立川バス   | - 国24-2：東京創価小学校循環 - 国24-3：東京創価小学校 - 国24-4：並木町二丁目 |      |
| 3      | くにっこ   | - 北ルート：北市民プラザ方面 - 北西中ルート：市役所方面                      |      |
| 4      | 立川バス   | - 国22：戸倉循環（日吉町回り） - 国25：上水営業所                            |      |
| 5      | 立川バス   | 国21：けやき台団地                                                           |      |

## ゆかりの作品
- くにたち物語
- おおかみこどもの雨と雪
- 水沢めぐみ『姫ちゃんのリボン』（名前は「風立駅」になっている）
- 遊人『ANGEL』
- アニメ『魔法の天使クリィミーマミ』

## 隣の駅
東日本旅客鉄道（JR東日本）
 中央線
■特別快速「ホリデー快速おくたま」・■通勤特快・■中央特快・■青梅特快・■通勤快速
通過
■快速（三鷹・武蔵小金井発着「各駅停車」を含む）
西国分寺駅 (JC 17) - 国立駅 (JC 18) - 立川駅 (JC 19)
 武蔵野線直通（武蔵野線貨物支線（国立支線）経由）
■むさしの号
新小平駅 (JM 32) - 国立駅 (JC 18) - 立川駅 (JC 19)
※国立支線についてはJR東日本では旅客用の営業キロを設定していないため、経由旅客列車の運賃は西国分寺駅を経由したものとして計算する。

### 記事本文